# Embajada de España en Filipinas
La Embajada de España en Filipinas es la máxima representación legal del Reino de España en la República de Filipinas. También está acreditada en las Islas Marshall (1992), en los Estados Federados de Micronesia (1992) y la República de Palaos (1997)

## Historia
Filipinas fue territorio español desde 1545 a 1898 cuando tras la guerra hispano-estadounidense la isla pasó a ser posesión estadounidense hasta su independencia en 1946, salvo el periodo de dominación japonesa durante la Segunda Guerra Mundial. Durante todo este periodo, España mantuvo un consulado en la capital. 
En 1946 el país insular alcanzó la independencia y retomó las relaciones diplomáticas con su antigua metrópolis, quien elevó a la categoría de Embajada su legación en Filipinas. Desde entonces las relaciones entre ambos países se han intensificado a todos los niveles.

## Embajador
El actual embajador es Miguel Utray Delgado, quien fue nombrado por el gobierno de Pedro Sánchez el 24 de agosto de 2022.

## La Embajada de España
El Reino de España concentra su representación en el país en la embajada en la capital nacional de Manila, elevada a rango de embajada en 1951. España tiene un Consulado-General en Manila que tiene en su demarcación a las islas del Pacífico, además de un Consulado honorario en Koror, en los Estados Federados de Micronesia.
España dejó de reconocer diplomáticamente a la República de China como representante de China en 1973; en su lugar reconoció a la República Popular de China. No obstante, España sigue manteniendo relaciones a otros niveles con la República de China, así, tiene una oficina consular en Taipéi, capital del país insular, dependiente de la embajada española en Manila.
El edificio de representación del Reino de España es la embajada española en Manila. La cancillería de España se encuentra en BDO Equitable Tower: 8751 Paseo de Roxas, piso 27, Ciudad Makati, 1226.

## Otras propiedades de la Embajada de España en Filipinas
Aparte, España tiene los siguientes propiedades afuera de las instalaciones de la embajada:
- Consulado-General de España (A.C.T. Tower: 135 Senator Gil Puyat Avenue, 5.º piso, Ciudad Makati)
- Consejería Económica y Comercial (Tower 1, RCBC Plaza, 6819 Ayala Avenue, 27/F, Ciudad Makati)
- Instituto Cervantes (Tower One & Exchange Plaza, Ayala Avenue, G/F, Ciudad Makati)

## Demarcación
Actualmente la embajada española radicada en Manila tiene una demarcación que incluye:
- República de las Islas Marshall: en 1990 estas islas oceánicas alcanzaron la independencia de los Estados Unidos, que administraba el Territorio en Fideicomiso de las Islas del Pacífico, y un año después se establecían relaciones diplomáticas entre España y las Islas Marshall. Desde ese momento los asuntos diplomáticos quedaron supeditados a la Embajada española en Manila.

- Estados Federados de Micronesia: la independencia de estas islas oceánicas del fideicomiso estadounidense se produjo en 1986. No obstante, hasta 1992 España no estableció relaciones con este territorio que anteriormente había pertenecido a España entre 1526 y 1899 cuando fueron vendidas al Imperio alemán. En 1992 Micronesia quedó incluido dentro de la demarcación de la Embajada española en Filipinas.

- República de Palaos: las relaciones diplomáticas fueron establecidas en 1995, un año después de la independencia de Palaos, que fuera territorio español desde 1574 a 1899, del fideoicomisio de los Estados Unidos. Los asuntos consulares dependen de la Embajada española en Filipinas desde entonces.

La Embajada española en Filipinas, en el pasado, estuvo acreditada también:
- República de China: Con el establecimiento de la República de China en 1911, España mantuvo las relaciones diplomáticas a través de la Embajada española radicada en Pekín, capital del país. Con el estallido de la guerra civil china (1927-1949), el gobierno español sólo reconocía al gobierno nacionalista del Kuomintang, liderado por Chiang Kai-shek, frente a los comunistas de Mao. Tras la derrota del Kuomintang y su reclusión en la isla de Taiwán, mientras en el resto de China continental se establecía la República Popular de China, España mantuvo relaciones con la China nacionalista a través de la Embajada española en Manila entre 1952 y 1959, para después elevar a rango de embajada residente en la capital china de Taipéi. Finalmente, en 1973 España dejó de reconocer a la República de China en favor de la República Popular de China.

- República de Indonesia: Indonesia declaró la independencia en 1945, pero no fue reconocida hasta 1949, tras una sangrienta guerra colonial contra la potencia colonizadora, los Países Bajos. Sin embargo, no fue hasta 1967 cuando España estableció una embajada no residente en el país, ya que los asuntos dependieron de la Embajada española en Manila (Filipinas). Esta situación no se prolongó en exceso, pues en 1972 se nombró al primer embajador residente en Indonesia.